# Kp Panjang Air Tiris
Kp Panjang Air Tiris is een bestuurslaag in het regentschap Kampar van de provincie Riau, Indonesië. Kp Panjang Air Tiris telt 1355 inwoners (volkstelling 2010).